# ديفيد إي. ألدريش
ديفيد إي. ألدريش (بالإنجليزية: David E. Aldrich)‏ هو مدون ومصور سينمائي أمريكي، ولد في 8 فبراير 1963 في نيويورك في الولايات المتحدة.

## وصلات خارجية
- ديفيد إي. ألدريش على موقع IMDb (الإنجليزية)